# 単州
単州（單州、ぜんしゅう）は、中国にかつて存在した州。五代十国時代から明初にかけて、現在の山東省菏沢市南東部と済寧市南西部にまたがる地域に設置された。

## 概要
唐末に設置された輝州を前身とする。899年（光化2年）、朱全忠の上奏により宋州の碭山・虞城・単父の3県と曹州の成武県をもって輝州が置かれた。900年（光化3年）、輝州の州治は単父県に移された。その軍号を崇徳軍とした。
924年（同光2年）、後唐により輝州は単州と改称された。
北宋のとき、単州は京東西路に属し、単父・成武・魚台・碭山の4県を管轄した。
金のとき、単州は南京路に属し、単父・成武・魚台・碭山の4県を管轄した。
元のとき、単州は済寧路に属し、単父・嘉祥の2県を管轄した。
1368年（洪武元年）、明により単父県が廃止された。1369年（洪武2年）、単州は廃止され、単県に降格した。単県と嘉祥県は済寧府に転属した。1385年（洪武18年）、済寧府の済寧州への降格にともない、単県は兗州府に転属し、嘉祥県はそのまま済寧州に属した。